# Michael Morton (dramaturge)
Pour les articles homonymes, voir Michael Morton et Morton.
Ne doit pas être confondu avec Mike Morton.
Michael Morton est un dramaturge britannique, né en 1864 à Londres, où il est mort le 11 janvier 1931.

## Théâtre
- 1897 : Miss Francis of Yale
- 1899 : A Rich Man's Son
- 1900 : Caleb West, d'après le roman Caleb West, Master Diver de Francis Hopkinson Smith (en)
- 1903 : Resurrection
- 1906 : The Little Stranger
- 1907 : My Wife
- 1909 : The Richest Girl
- 1909 : Detective Sparks
- 1910 : The Imposter
- 1911 : The Runaway
- 1912 : Tantalizing Tommy
- 1914 : The Yellow Ticket
- 1914 : The Prodigal Husband
- 1915 : The Shadow
- 1917 : Colonel Newcome (en)
- 1917 : On With the Dance
- 1918 : Remnant
- 1921 : Woman to Woman (en)
- 1921 : In the Night Watch
- 1923 : The Guilty One
- 1928 : Alibi, d'après le roman Le Meurtre de Roger Ackroyd d'Agatha Christie

## Filmographie
- 1916 : The Yellow Passport d'Edwin August (pièce originale)
- 1917 : The Runaway de Dell Henderson (pièce originale)
- 1918 : The Impostor de George Abbott et Dell Henderson (pièce originale)
- 1918 : My Wife de Dell Henderson (pièce originale)
- 1918 : Mlle Josette, ma femme (The Richest Girl) d'Albert Capellani (pièce originale)
- 1918 : The Yellow Ticket de William Parke (pièce originale)
- 1920 : Le Loup de dentelle (en) (On with the Dance) de George Fitzmaurice (pièce originale)
- 1920 : Au fond de l'océan de Maurice Tourneur (pièce originale)
- 1922 : A Daughter of Luxury de Paul Powell (pièce originale)
- 1922 : The Darling of the Rich de John G. Adolfi (pièce originale)
- 1923 : La Danseuse blessée de Graham Cutts (pièce originale)
- 1924 : L'Ombre blanche de Graham Cutts (roman original)
- 1924 : Abnégation (The Passionate Adventure) de Graham Cutts
- 1928 : Night Watch d'Alexander Korda (pièce originale)
- 1929 : Woman to Woman (en) de Victor Saville (pièce originale)
- 1931 : Alibi de Leslie S. Hiscott (pièce originale)
- 1931 : Le Passeport jaune de Raoul Walsh (pièce originale)
- 1946 : Woman to Woman (en) de Maclean Rogers (pièce originale)